# Каракемерський сільський округ (Жамбильський район)
Каракеме́рський сільський округ (каз. Қаракемер ауылдық округі, рос. Каракемерский сельский округ) — адміністративна одиниця у складі Жамбильського району Жамбильської області Казахстану. Адміністративний центр — село Каракемер.
Населення — 2584 оосби (2021; 2404 у 2009, 2369 у 1999, 2822 у 1989).
Станом на 1989 рік існувала Каракемерська сільська рада (села Каракемер, Сенгірбай), село Ільїч перебувало у складі Ассинської сільської ради. 1997 року Каракемерський сільський округ був ліквідований та приєднаний до складу Асинського сільського округу. 2001 року Каракемерський сільський округ був відновлений з передачею до його складу також і села Ільїч. 2019 року до складу сільського округу була включена територія площею 0,54 км² земель державного земельного фонду.

## Склад
До складу округу входять такі населені пункти:
| Населений пункт | Старі назви | Населення, осіб (1989) | Населення, осіб (1999) | Населення, осіб (2009) | Населення, осіб (2021) |
| --------------- | ----------- | ---------------------- | ---------------------- | ---------------------- | ---------------------- |
| Каракемер, село | -           | 1933                   | 1468                   | 1540                   | 1718                   |
| Кумтіин, село   | Ільїч       | 799                    | 617                    | 738                    | 792                    |
| Сенгірбай, село | -           | 90                     | 284                    | 126                    | 74                     |